# Diary-X

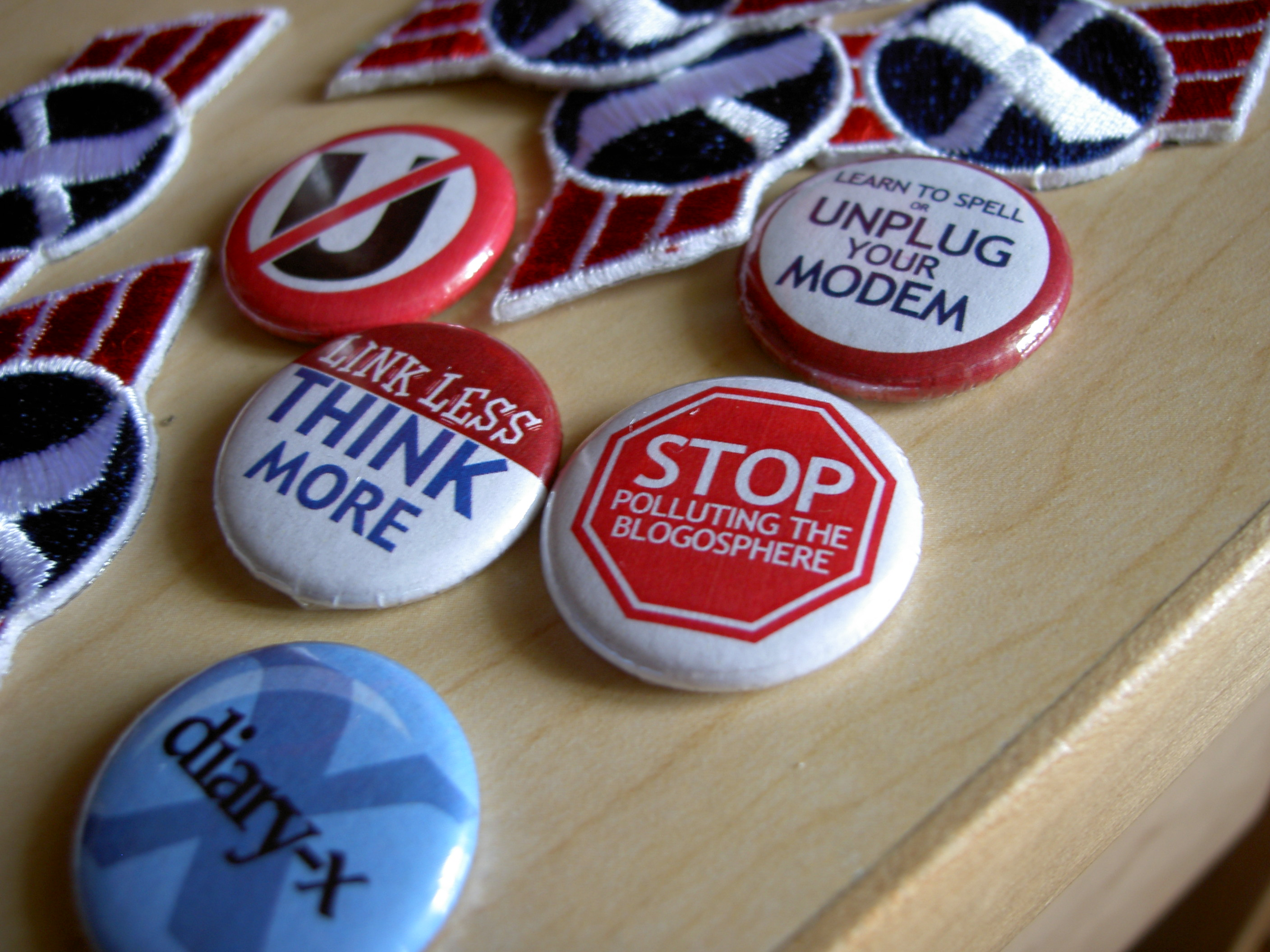
Botons i pedaços de Diary-X

Diary-X (comunament abreujat dx) era un servei de diari en línia, creat i administrat per Stephem Deken, que permetia als usuaris de crear i mantenir tant diaris personals com públics. Es va llançar l'any 2000 i entre la meitat i les tres quartes parts dels seus usuaris tenien entre 14 i 19 anys. L'ús bàsic era gratuït, tot i que per una petita tarifa els usuaris podien enviar les seves entrades per correu electrònic. A principis de 2006, el disc dur del servidor va fallar i, com que no hi havia còpia de seguretat, tot el lloc web i els diaris de tots els usuaris es van perdre.